# PBN
Privat blog netværk (Forkortes: "PBN" Fra engelsk Private blog network) er en samling af websites ejet af en person eller virksomhed med det formål at øge søgeresultaterne og forbedre rangeringen af en specifik hjemmeside. PBN'er bruges ofte i søgemaskineoptimering (SEO) med det formål at manipulere søgeresultaterne og opnå en bedre placering på søgemaskinernes resultatsider (SERP'er).
PBN'er oprettes ved at registrere en række domæner og opbygge hjemmesider på dem. Disse hjemmesider indeholder ofte unikt indhold og indgår i interne links med det formål at øge deres værdi i søgemaskinernes øjne. PBN'er kan også inkludere link-udvekslinger med andre hjemmesider for at opnå en bedre placering.
Brugen af PBN'er er ofte ulovlig ifølge søgemaskinernes retningslinjer og kan resultere i straf, såsom at blive bandlyst fra søgemaskinerne. Det er vigtigt at bemærke, at manipulerende SEO-taktikker som PBN'er ikke anbefales, da de kan have en negativ indvirkning på både hjemmesidens omdømme og dens langsigtede placering i søgeresultaterne.
Søgemaskiner som Google arbejder konstant på at opdage og afstraffe websteder, der bryder deres retningslinjer for SEO, herunder PBN'er. Derfor er det vigtigt at følge søgemaskinernes retningslinjer og fokusere på at opbygge et stærkt online omdømme gennem legitim og ikke-manipulerende SEO-taktikker.
I alt er PBN'er en risikabel og ofte ulovlig metode til at øge søgeresultaterne. Det anbefales at undgå brugen af PBN'er og i stedet fokusere på legitim og langsigtet SEO, der styrker hjemmesidens omdømme og forbedrer dens placering i søgeresultaterne på en bæredygtig måde.
 Der er for få eller ingen kildehenvisninger i denne artikel, hvilket er et problem. Du kan hjælpe ved at angive troværdige kilder til de påstande, som fremføres i artiklen.